# Церковь Знамения Божией Матери (Верхотурье)
Церковь Знамения Божией Матери — недействующий православный храм в городе Верхотурье Свердловской области.
Решением № 535 Исполнительного комитета Свердловского областного Совета народных депутатов от 31 декабря 1987 года присвоен статус памятника архитектуры регионального значения.

## История
Первое здание храма было деревянным и уничтожено пожаром 1778 года. Вскоре началось строительство нового капитального каменного двухэтажного здания. 6 ноября 1781 года нижний храм был освящён в честь иконы Пресвятой Богородицы «Знамение». На нижнем ярусе располагался полукруглый трёхъярусный иконостас. 11 мая 1808 года верхний храм был освящён во имя мучеников Флора и Лавра. На верхнем ярусе находился четырхестаный иконостас с изображением Бога-отца.
В состав прихода входили деревни Фурина, Каменка, Шведова и Нехорошка (была деревянная часовня). Число прихожан немногим более 600.
В 1922 году было изъято имущество церкви: «3 пуда 11 фунтов 38 золотников серебра» (53,5 килограмм). Здание было закрыто в 1935 году. Купол и колокольня снесены. В настоящее время не действует.

## Архитектура
Памятник храмового зодчества конца XVIII века. Редкий для своего времени пример использования наличников с характерными спиралевидными завитками. Относится к числу ключевых городских доминант, формирует его береговую панораму. Поставлена с отступом от красной линии улицы Свердлова на откосе берега реки Туры.
К продольно вытянутому объёму с храмом, трапезной и подколоколенным помещением примыкает зауженная пятигранная апсида.
Членения фасадов образованы колоннами и раскрепованным антаблементом. Простенки прорезаны лучковыми окнами в наличниках с парными спиралевидными завитками. Часть окон заменена глухими участками стен. Южная часть храма выделена сдвоенными трехчетвертными колоннами, размещёнными на постаментах и несущими антаблемент. Выступы раскрепованных частей — полные трёхъярусные, в пролёте лишены яруса архитрава. Под фризом пущен ряд фигурных зубчиков. Поле стены прорезано окнами в две оси.
Через проём в ордерном портале с парными завитками вход с запада в подколоколенное помещение и далее в квадратную трапезную с глухой северной стеной. Трапезная перекрыта полулотковым сводом с тремя распалубками над южными окнами. Вытянутый с севера на юг храм сообщается через широкие арки с трапезной и алтарем под гранёной конхой.